# Essen Industries Private Limited
Essen Industries Private Limited es una fábrica multinacional de consumibles Led, fundada en 2012 en la localidad Alemana de Essen. Con la clara visión de ofrecer innovación en el amplio sector de iluminación led, sus productos están siendo comercializados ampliamente en Sudamérica, en países como Colombia, Venezuela, Brasil y Argentina. 

## Historia
Provenientes de familias clase medias, dos jóvenes fundadores de Essen Industries Private Limited, decidieron comenzar una investigación exhaustiva sobre la producción y comercialización de bombillas led para coches, ya que en su mayoría dichos bombillas tenían en principio una muy buena receptividad comercial, pero luego de poco tiempo, la decepción era palpable en la mayoría de los clientes debido a la baja calidad de los mismos. Lo que conllevo a que estos jóvenes decidieran emprender por sus propias riendas el negocio de bombilleria led para vehículos, cuidando de manera especial los controles de calidad en la producción.
Actualmente la marca ESSEN incorpora en la mayoría de sus productos,, compitiendo con excelentes fabricantes de chip led como la Norteamericana Cree. Así mismo, destacan en la fabricación de luces auxiliares led para vehículos, de uso particular y militares. Dichos productos han sido incorporados en lo que ellos han denominado como HiPE (High Performance ESSEN Equipment), donde empresas como Plexiglas han tenido una destacada colaboración en la producción de los cristales de dichas luces, que los hacen prácticamente indestructibles. 
ESSEN Industries, ha desarrollado una nueva división que busca captar la industria petrolera y minera que adaptada a los requerimientos diarios de particulares en sus hogares ha sido denominada ESSEN Home división. 